# Alpi Scistose Salisburghesi
Le Alpi Scistose Salisburghesi (in tedesco Salzburger Schieferalpen) sono una sottosezione delle Alpi Settentrionali Salisburghesi, poste in Austria (Salisburghese e Stiria). La vetta più alta è l'Hundstein che raggiunge i 2.117 m s.l.m..

## Classificazione

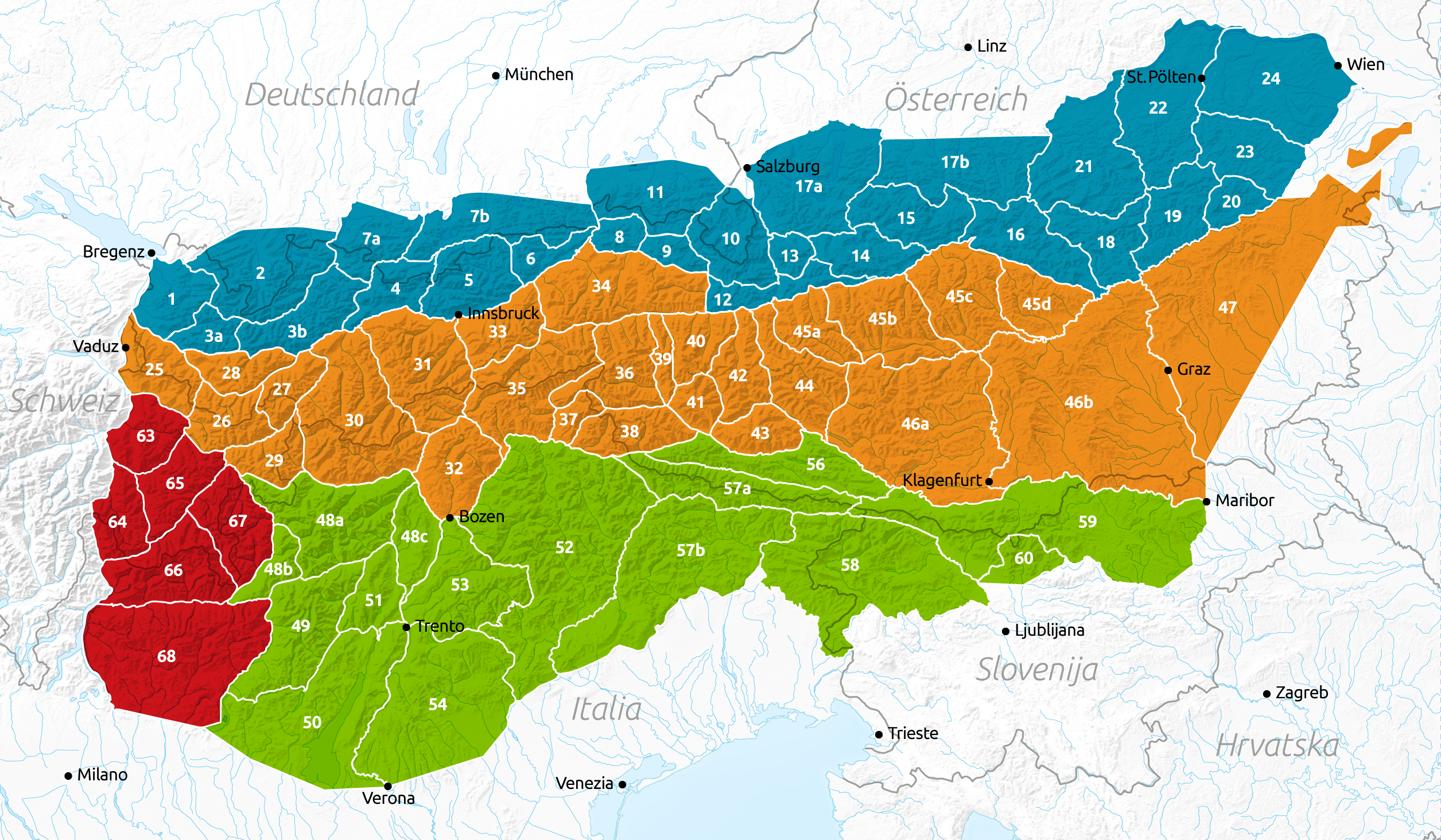
Le Alpi Scistose Salisburghesi secondo l'AVE sono individuate dal numero 12.

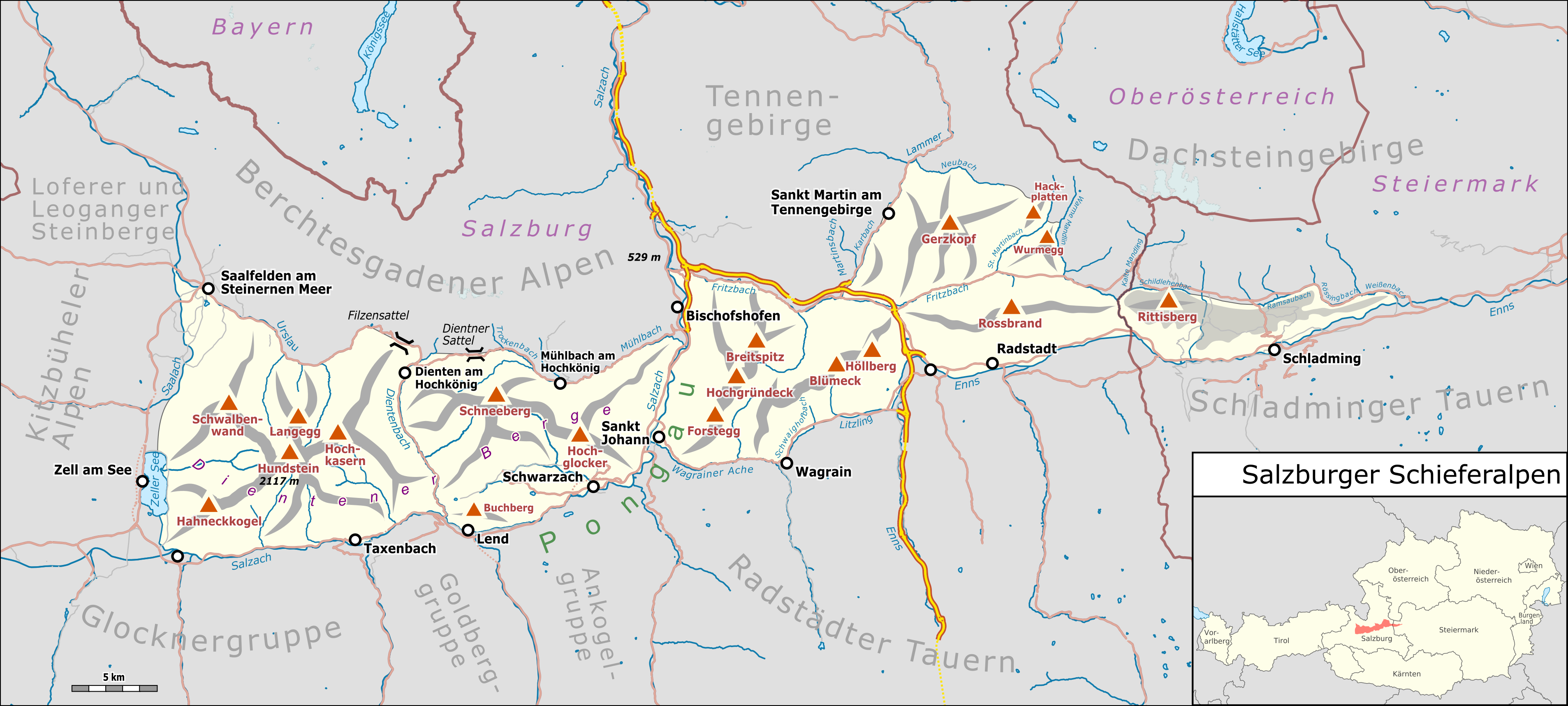
Cartina dettagliata del gruppo montuoso.

Secondo la SOIUSA le Alpi Scistose Salisburghesi sono una sottosezione alpina con la seguente classificazione:
- Grande parte = Alpi Orientali
- Grande settore = Alpi Nord-orientali
- Sezione = Alpi Settentrionali Salisburghesi
- Sottosezione = Alpi Scistose Salisburghesi
- Codice = II/B-24.II

Secondo l'AVE costituiscono il gruppo n. 12 di 75 nelle Alpi Orientali.

## Delimitazioni
Confinano:
- a nord con le Alpi di Berchtesgaden ed i Monti di Tennen (nella stessa sezione alpina);
- a nord-est con i Monti del Dachstein (nelle Alpi del Salzkammergut e dell'Alta Austria);
- a sud-est con i Tauri di Schladming e di Murau (nelle Alpi dei Tauri orientali) e separate dal corso del fiume Enns;
- a sud con i Tauri di Radstadt (nelle Alpi dei Tauri orientali) e separate dal Wagrainer Höhe;
- a sud con gli Alti Tauri (nelle Alpi dei Tauri occidentali) e separate dal corso del fiume Salzach;
- ad ovest con le Alpi di Kitzbühel (nelle Alpi Scistose Tirolesi) e separate dal passo del Maishofen.

## Suddivisione
Si suddividono in due supergruppi e cinque gruppi (tra parentesi i codici SOIUSA dei supergruppi, gruppi e sottogruppi):
- Monti di Dienten (A)
  - Gruppo dell'Hundstein (A.1)
  - Gruppo dello Schneeberg (A.2)
- Monti della Fritztal (B)
  - Gruppo dell'Hochgrindeck (B.3)
  - Gruppo Roßbrand-Ramsau (B.4)
    - Dorsale del Roßbrand (B.4.a)
    - Dorsale del Ramsau (B.4.b)

  - Gruppo del Gerzkopf (B.5)

I Monti di Dienten si trovano ad ovest mentre i Monti della Fritztal sono ad est. I due supergruppi sono separati dal corso del fiume Salzach.

## Vette principali

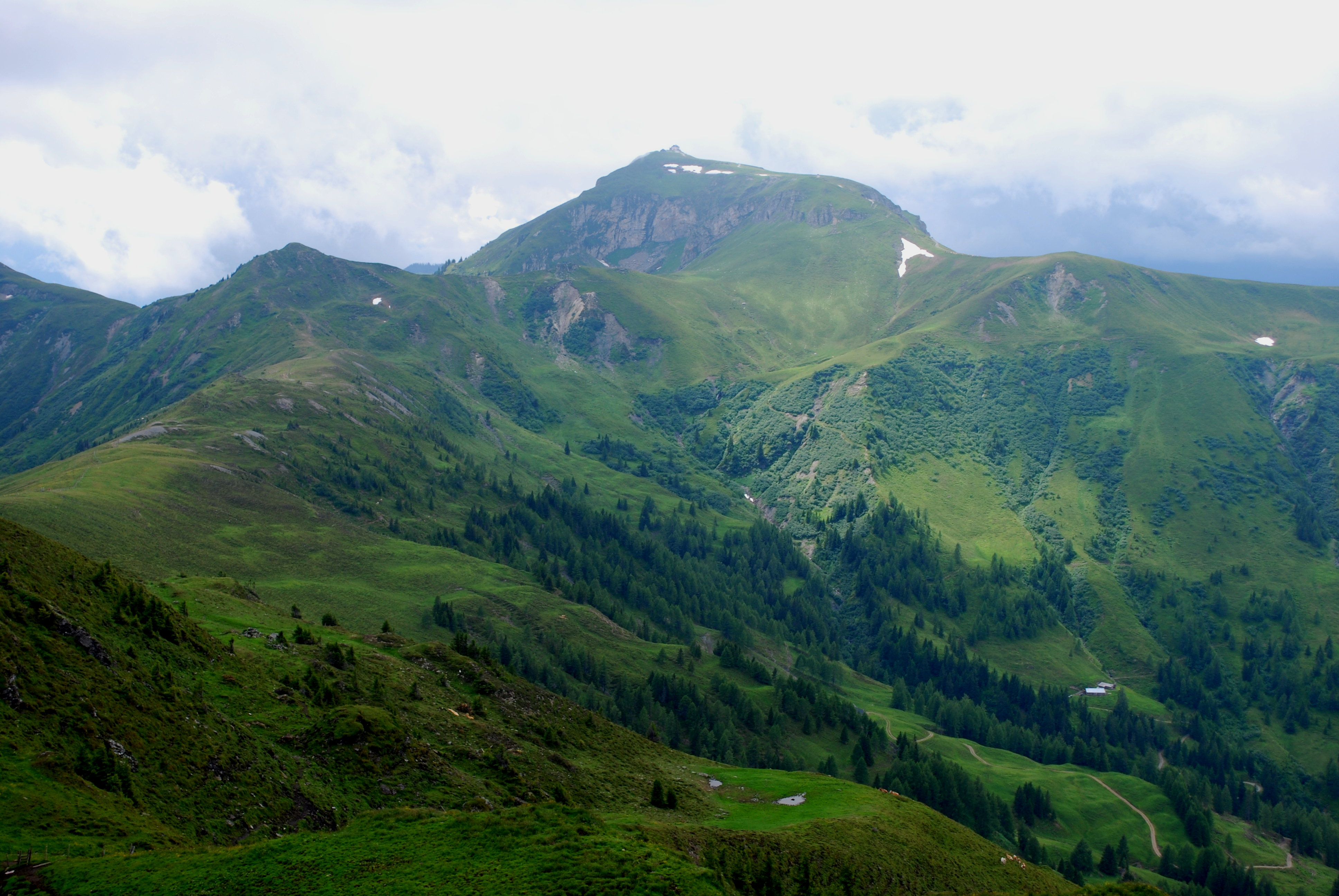
L'Hundstein.

- Hundstein - 2.117 m
- Hochkasern - 2.017 m
- Schwalbenwand - 2.011 m
- Hochgründeck - 1.827 m
- Hochkeil - 1.782 m
- Roßbrand - 1.770 m
- Gerzkopf - 1.728 m